# Åsnes
Åsnes is een gemeente in de Noorse provincie Innlandet.
De gemeente telde 7329 inwoners in januari 2017. Het bestuur van de gemeente zetelt in het dorp Flisa. De huidige gemeente ontstond in 1964 toen het  oude Åsnes werd samengevoegd met de voormalige gemeente Hof.

## Ligging
De gemeente Åsnes ligt in het historische district Solør in het zuiden van Hedmark. In het noorden grenst de gemeente aan Våler, in het westen aan Nord-Odal, in het zuiden aan Grue en in het oosten aan Zweden. Het oostelijk deel van de gemeente maakt deel uit van Finnskogen, het westelijk deel wordt gedomineerd door de Glomma.

## Vervoer

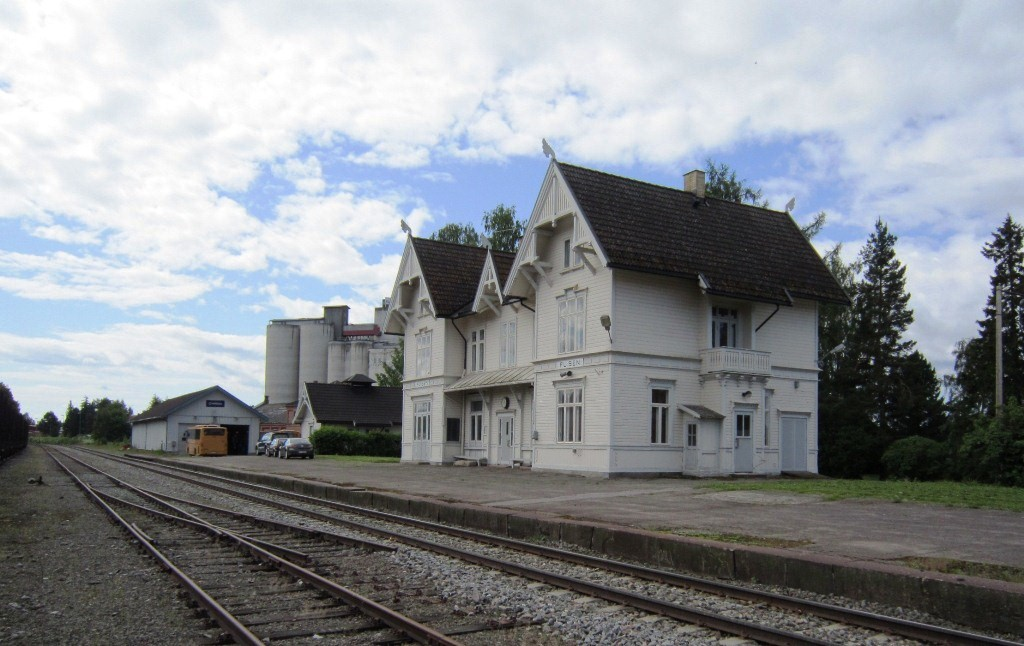
Station in Flisa

De belangrijkste weg die door de gemeente loopt is riksvei 2 die langs de Glomma loopt. Naar het noorden loopt de weg naar Elverum, naar het zuiden naar Kongsvinger. Vanaf Flisa loopt Fylkesvei 206 door Finskogen naar de Zweedse grens. 
Tot aan het einde van de twintigste eeuw was de gemeente ook per spoor bereikbaar. In Flisa en Arneberg was een station aan Solørbanen. De lijn is gesloten voor personenvervoer en de stations zijn gesloten. 

## Plaatsen in de gemeente
Flisa is de hoofdplaats en de grootste plaats in de gemeente. Kjellmyra ligt aan fylkesvei 206 ten noordoosten van Flisa. Arneberg, met het voormalige station ligt ten zuiden van Flisa.
Alvdal · Dovre · Eidskog · Elverum ·  Engerdal · Etnedal · Folldal · Gausdal · Gjøvik · Gran · Grue ·  Hamar · Kongsvinger · Lesja · Lillehammer · Lom ·  Løten · Nord-Aurdal · Nord-Fron · Nord-Odal · Nordre Land · Os · Østre Toten · Øyer · Øystre Slidre · Rendalen · Ringebu · Ringsaker · Sel · Skjåk · Stange · Stor-Elvdal · Søndre Land · Sør-Aurdal · Sør-Fron · Sør-Odal · Tolga · Trysil · Tynset · Vågå · Våler · Vang · Vestre Slidre · Vestre Toten · Åmot · Åsnes

Fylker van Noorwegen